# لوسيفرين

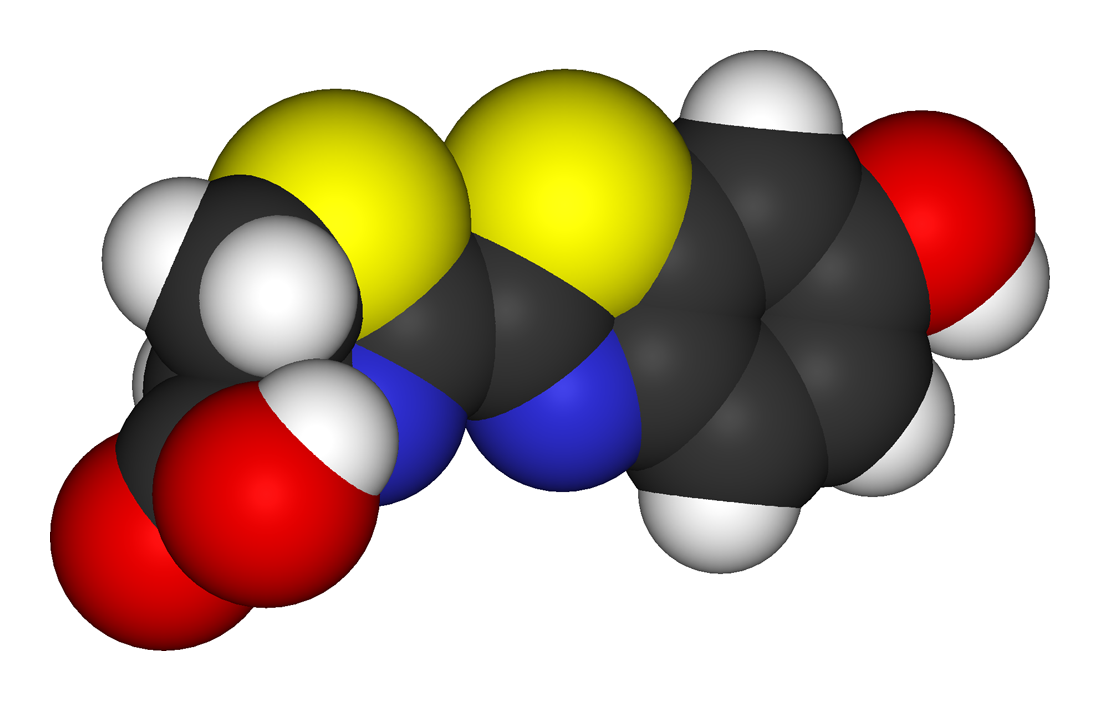
نموذج فراغي لمركب اللوسيفيرين الموجود في الخنافس المضيئة. تمثيل اللوني: الأصفر=كبريت; الأزرق=نيتروجين; الأسود=كربون; الأحمر=أوكسجين; الأبيض=هيدروجين.

اللوسيفِرين (Luciferin من اللاتينية Lucifer التي تعني حامل الضوء: لوسيفر) عبارة عن منتج طبيعي ينتمي إلى فئة الخضاب الحيوي المصدر للضوء، ويوجد في العديد من الأحياء والمتعضيات التي تملك خاصية الضيائية الحيوية.
يستخدم لفظ اللوسيفرين عموماً للإشارة إلى أي جزيء مصدر للضوء بواسطة إنزيم luciferase اللوسيفراز.

## اقرأ أيضاً
- 2،1-ديوكسيتان
- رودامين